# لانگشویجیانگ
لانگشویجیانگ (به لاتین: Lengshuijiang) یک منطقهٔ مسکونی در چین است که در لوادی واقع شده‌است. لانگشویجیانگ ۴۳۶٫۲۸ کیلومتر مربع مساحت و ۳۲۷٬۲۷۹ نفر جمعیت دارد.